# Морозов Юрій Васильович (митець)
Юрій Васильович Моро́зов (10 червня 1933, В'язники — 10 грудня 1992, Харків) — український радянський скульптор, художник і педагог; член Харківської організації Спілки радянських художників України з 1975 року.

## Біографія
Народився 10 червня 1933 року в місті В'язниках (нині Владимирська область, Росія). Протягом 1958—1963 років навчався у Харківському художньому інституті; у 1964—1965 роках — у Харківському художньо-промисловому інституті. Був учнем Ірини Мельгунової, Миколи Рябініна, Бориса Королькова.
З 1965 року викладав у Харківському художньо-промисловому інституті; доцент з 1970 року. Серед учнів: Анатолій Кузьменко, Катіб Мамедов. Помер у Харкові 10 грудня 1992 року.

## Творчість
Автор зразків архітектурно-декоративної пластики, проєктів монументальних ансамблів, рельєфів, чеканок, медалей («Меморіал Іллі Рєпіна», 1974). Своїми роботами прикрасив низку громадських споруд Харкова, Харківської області та Автономної Республіки Крим, зокрема у Харкові його рельєфи: «Мир і війна» (1965, Університет), «Музи мистецтв» (1970, алюміній, цинк; бібліотека мистецтв), «Костянтин Станіславський» (1970, алюміній, цинк; бібліотека мистецтв), «Любов» (1975, Палац одружень).
У 1980–1990-х роках працював переважно у галузях станкового живопису, книжкової графіки, зокрема у 1980-х роках проілюстрував книги «Пурпурові вітрила» Олександра Ґріна, «Анна Кареніна» Льва Толстого.
Брав участь у республіканських і всесоюзних мистецьких виставках з 1965 року.